# Зджислав Зембжуски
Зджѝслав Зембжу̀ски (на полски: Zdzisław Zembrzuski) е български обществен деец от полски произход. В годините 1919 – 1921 е вицеконсул в новосъздаденото полско посолство в София. Награден от цар Борис III с Кавалерския кръст на ордена Св. Александър.

## Биография
Роден е през 1891 г. в София, в семейството на Емилия (с родова фамилия Загуро̀вска) и Павел Зембжуски. Има две сестри и един брат – Ванда, Теофиля и Тадеуш. Завършва „Екол Полонез дьо Батиньол“ (на френски: École Polonaise des Batignolles) в Париж. След завръщането си в България работи в Българската народна банка. През 1910 г. прави превод на драмата „Моралът на госпожа Дулска“ (на полски: Moralność Pani Dulskiej) от полската писателка Габриеля Заполска. В периода 1912 – 1920 г. работи като секретар в полското консулство в София, а в годините 1919 – 1921 е вицеконсул в полското посолство. Взема участие в Балканската, Междусъюзническата и Първата световна война, в бойните редици на българската армия. В годините 1921 – 1924 е в Познан и се занимава с износ на тютюн от България за Полша. След заболяване на съпругата му Жанета се завръща в България и започва работа в патентната компания основана от баща му.

### Обществена дейност
Зджислав Зембжуски става съосновател на „Полско-българското общество“. Също така е дългогодишен председател и член на управителния съвет на Полското общество за взаимопомощ в София. След като Третия райх окупира Полша, в края на 1939 г. Зембжуски се включва в организацията „Група Б“, създадена от българските дипломати във Варшава Крум Цоков, Трифон Пухлев и Димитър Икономов. В нея взимат участие и братовчедите му Владислав и Бронислав Зембжуски, както и други софиянци. Група „Б" организира канал през България за Турция, който да осигурява прехвърлянето на поляци застрашени от арест или такива, които са избягали от немски лагери и затвори. На 15 май 1942 г. групата е разкрита от Гестапо, Зембжуски е убит а неговите другари са изпратени в лагери.

Паметна плоча пред полското посолство в София гласи следното: 
| „ | „В памет на Зджислав, Владислав и Бронислав Зембжуски, на семействата им и на тези българи и поляци, жители на София, които по време на II Световна война рискувайки живота си помагат на полските войници да се присъединят към полските въоръжени сили, воюващи на Западния фронт за свободата на Отечеството.“ | “ |

### Семейство
Зджислав Зембжуски се жени за Жанета, с която има четири деца – Марцеля, Ванда, Мария и Ян.

## Фамилия Зембжуски
Семейство Зембжуски живеят в България от средата на XIX век. Дядото на Зджислав, граф Франчѝшек Зембжу̀ски (1825 – 1892) е представител на люблинската шляхта. Участва във Великополското въстание от 1848 г., след което се включва в легионите създадени от Адам Мицкевич в Италия. По-късно е в бойните редици на Джузепе Гарибалди. Пристига в Османската империя по време на Кримската война за да се включи в полския полк на Михал Чайковски. Неговият син Павел Зембжуски (1859 – 1907) е баща на Зджислав. Той участва в Сръбско-българската война от 1885 г. и получава медал за храброст. По-късно основава първата в България фирма за регистрация на марки и патенти (бюро Зембжуски), която фирма Зджислав наследява. Също така е председател на „Полското общество за взаимопомощ“ в София.